# Sadayoshi Tanabe
Sadayoshi Tanabe (jap. 田辺定義 Tanabe Sadayoshi; ur. 20 października 1888 w Kio, zm. 18 stycznia 2000 w Kawasaki) – japoński teoretyk bibliografii, znany także z długowieczności.

## Życiorys
W Okayamie organizował współpracę z Uniwersytetem Stanowym Michigan, był doradcą szefa Centrum Badań Japońskich tej uczelni, twórcą opracowań bibliograficznych z dziedziny japonistyki. 
Dożył rzadko spotykanego wieku 111 lat i 3 miesięcy. Był w chwili śmierci prawdopodobnie najstarszym mężczyzną w Japonii (żyła wówczas m.in. starsza Kamato Hongō, później uważana za najstarszą osobę na świecie), uważano go również za najstarszego mężczyznę na świecie od kwietnia 1999, po śmierci jego rodaka Denzo Ishisakiego. Późniejsze badania wykazały, że być może starszy (o miesiąc) od Tanabe był Amerykanin John Painter (ur. 20 września 1888); wątpliwości związane z wiekiem Paintera wzięły się z różnicy w spisach powszechnych - spis z 1900 podaje rok urodzenia 1888, ale późniejszy spis z 1920 - rok 1891.
W przypadku, gdyby prawdziwa była późniejsza data urodzenia Paintera, prawdopodobnym następcą Japończyka Tanabe z tytułem najstarszego mężczyzny na świecie (według Księgi Guinnessa i amerykańskiego ośrodka badawczego Gerontology Research Group) został Włoch Antonio Todde (ur. w styczniu 1889). Ostatecznie tytuł ten przypadł Toddemu po śmierci Johna Paintera w marcu 2001.